# Emil Olej
Emil Olej (ur. 16 stycznia 1932 w Murckach, zm. 26 marca 1995 w Katowicach) – polski szachista i międzynarodowy sędzia szachowy.

## Życiorys
Szachami zainteresował się podczas nauki w Śląskich Technicznych Zakładach Naukowych w Katowicach. Wówczas to, w 1952 roku wziął udział w I Ogólnopolskich Drużynowych Mistrzostwach Szkół Zawodowych w Piotrowicach, a następnie – jako jeden z 22 finalistów – w obozie szkoleniowym w Polanicy-Zdroju, podczas których rozegrano turniej o Mistrzostwo Szkół Technicznych i Zawodowych Śląska. W turnieju tym Emil Olej zdobył piąte miejsce, skutkiem czego wziął udział w kończącej mistrzostwa symultanie ze Zbigniewem Bolesławskim (wówczas kandydatem na mistrza szachowego), wygrywając swoją partię. Dzięki tym osiągnięciom zyskał trzecią kategorię szachową. W 1952 roku podjął jeszcze nieudaną próbę uzyskania drugiej kategorii szachowej.
W kolejnych latach jego zainteresowanie szachami zogniskowało się na szachach korespondencyjnych. W tej dyscyplinie największe sukcesy odnosił w latach 1963–1966, kiedy to awansował do finału 6. Mistrzostw Polski w szachach korespondencyjnych (1963-1965), a następnie zdobył brązowy medal w finale 7. Mistrzostw Polski w szachach korespondencyjnych (1964-1966). Brał udział w wielu korespondencyjnych turniejach i meczach krajowych oraz międzynarodowych, występując poziomie reprezentacji Polski oraz Śląska.
W latach 60. i 70. XX reprezentował barwy KS Dąb Katowice, występując z zespołem w I lidze szachowej (1966, 1970, 1971 i 1973). Ponadto w 1962 roku rozpoczął starania o uzyskanie tytułu kandydata na mistrza szachowego, który zdobył w 1966 roku. Czterokrotnie występował w Finale Mistrzostw Śląska (najlepszy wynik – IV miejsce w 1975 roku) oraz Memoriale Emila Sojki (najlepszy wynik – II miejsce w 1971 roku). Brał również udział licznych międzynarodowych meczach i turniejach klubowych.
Oprócz startów zawodniczych zajmował się również sędziowaniem zawodów szachowych. W latach 70. XX wieku był sędzią okręgowym, a w latach kolejnych uzyskiwał kolejne uprawnienia sędziowskie: pierwsza klasa sędziowska (1980) oraz sędzia klasy państwowej (1984). W 1987 roku Międzynarodowa Federacja Szachowa (FIDE) nadała mu tytuł sędziego klasy FIDE (International Arbiter). W latach 1988–1982 był członkiem Kolegium Sędziów Polskiego Związku Szachowego. Kierował także pracami Kolegium Sędziów Śląskiego Związku Szachowego oraz był członkiem Komisji Klasyfikacji i Ewidencji PZSzach.